# Six O'Clock
Six O'Clock es una canción del músico de rock inglés Ringo Starr de su álbum Ringo de 1973 . Fue escrito por el excompañero de Starr en Los Beatles , Paul McCartney, y su esposa, Linda , quien también participó en la grabación de la canción. La presencia de McCartney en la pista marcó la primera vez que él y Starr trabajaron juntos desde la ruptura de los Beatles en 1970. Su colaboración reflejó un alivio de las tensiones que habían existido entre los dos músicos durante gran parte de ese período.

## Antecedentes
Paul McCartney escribió "Six O'Clock" en respuesta a una solicitud de Ringo Starr  para una contribución de su futuro álbum. Habiendo aceptado asistir a la ceremonia de los Premios Grammy en Nashville el 3 de marzo de 1973, Starr comenzó a compilar material posible para el álbum con Richard Perry, su productor,  con un plan para grabar en Los Ángeles durante la misma visita a los Estados Unidos.  Aunque la relación de Starr con McCartney se había visto afectada por los efectos de la ruptura de los Beatles en 1970, y por la posterior demanda de McCartney contra sus tres excompañeros de banda, Starr dijo a fines de 1972 que las relaciones entre los ex Beatles eran "mucho mejores ahora ... estamos juntos como personas y eso es más importante en realidad ". Una vez que George Harrison y John Lennon acordaron contribuir con canciones para Ringo , Starr pudo persuadir a McCartney diciéndole: "No quieres quedarte afuera, ¿verdad?"

## Composición
La canción fue acreditada a McCartney y su esposa Linda . La composición es una balada de piano pop en un estilo que el autor Bruce Spizer considera típico de la música contemporánea del nuevo grupo de los McCartney, Wings, cuyo álbum Red Rose Speedway acababa de completar. En una entrevista de 2001, Starr, sin embargo, citó "Six O'Clock" como un ejemplo de cómo sus antiguos compañeros de banda siempre le proporcionaron material que se adaptaba a su personalidad. Las letras de la canción están dirigidas a un amigo o amante a quien el cantante confiesa que no muestra suficiente atención. El refrán repetido "No te trato como debería" sirve como un coda extendido , anticipando una repetición similar en "Beautiful Night" de McCartney y Starr en 1997.

## Personal
- Ringo Starr - batería, voz
- Paul McCartney : piano, sintetizador, coros, flauta y arreglos de cuerdas.
- Vini Poncia - guitarra acústica, percusión
- Klaus Voormann - bajo
- Linda McCartney - coros